# Explorer 31
Explorer 31 (còn được gọi là DME-A) là một vệ tinh của được Hoa Kỳ phóng lên quỹ đạo như là một phần của chương trình Explorers của NASA. Vệ tinh Explorer 31 được phóng vào ngày 29 tháng 11 năm 1965 từ Căn cứ Không quân Vandenberg, California, Hoa Kỳ, với tên lửa đẩy Thor Agena. Explorer 31 được phóng cùng với vệ tinh Alouette 2 của Canada.
Explorer 31 là một đài quan sát trường ion nhỏ được thiết kế để đo trực tiếp các thông số trường ion được chọn tại tàu vũ trụ. Do tàu vũ trụ không có máy ghi âm, dữ liệu có thể được quan sát thấy tại tàu vũ trụ chỉ khi tàu vũ trụ đang ở trong tầm nhìn của trạm điều khiển từ xa và khi được chỉ huy. Các thí nghiệm được vận hành đồng thời hoặc tuần tự, như mong muốn. Vệ tinh được quay ổn định với trục quay vuông góc với mặt phẳng quỹ đạo. Tốc độ quay và trục quay được điều khiển bởi hệ thống mô phỏng từ tính trên tàu. Độ cao và thông tin tỷ lệ quay được quan sát bằng cảm biến mặt trời và từ kế ba trục.
Hiệu suất vệ tinh là đạt yêu cầu ngoại trừ một sự cố mất điện một phần vào tháng 5 năm 1966, làm giảm thời gian thu thập dữ liệu xuống còn khoảng một nửa số lượng danh nghĩa. Một số khó khăn đã xảy ra trong việc thu thập thông tin về độ cao cần thiết để giảm các quan sát thử nghiệm. Ngày 1 tháng 7 năm 1969, các quan sát dữ liệu vệ tinh được chấm dứt với năm trong số bảy thí nghiệm còn hoạt động.
Trách nhiệm giám sát vệ tinh đã được giao cho trạm đo từ xa ESSA tại Boulder, Colorado, vào ngày 8 tháng 7 năm 1969. Trong quá trình chờ này, dữ liệu thử nghiệm chỉ được thu thập một lần vào ngày 1 tháng 10 năm 1969, trong 9 phút từ đầu thăm dò tĩnh điện cho sử dụng trong nghiên cứu một sự kiện cung màu đỏ. Vào ngày 15 tháng 1 năm 1971, không có phản ứng nào nhận được khi gửi nhiều lệnh tới vệ tinh và vệ tinh sau đó bị bỏ mặc.